# Паата Манджгаладзе
Паата Манджгаладзе (нар. 12 вересня 1979) — грузинський політик. З 2020 року є депутатом парламенту Грузії за партійним списком від блоку «Георгій Вашадзе — Стратегія Агмашенебелі».

## Біографія
- З 2017 року — генеральний директор партії «Стратегія Агмашенебелі».

- 2014—2017 Асамблея муніципалітету Озургеті, член

- 2014—2017 Фонд інновацій та розвитку, керівник проектів

- 2014—2016 Парламент Грузії, працівник за контрактом

- 2012—2013 Заступник державного піклувальника, заступник губернатора Ланчхуті, Озургеті та Чохатаурі

- 2012—2013 рр. Заступник державного піклувальника, заступник губернатора, віце-губернатор муніципалітетів Ланчхуті, Озургеті та Чохатаурі

- 2011—2012 Держаудитслужба, Державний аудитор

- 2011—2012 Державна аудиторська служба, старший аудитор

- 2009—2011 Міністерство оборони Грузії, Департамент управління ресурсами та контролю, зав.

- 2008—2009 Міністерство оборони Грузії, Департамент управління ресурсами та контролю, заступник начальника

- 2002—2004 ТОВ «Сандо» (юридична компанія), юрист

- 2000—2001 Грузинська асоціація молодих юристів, Аджарський офіс, юрист